# Manchester United F.C. mùa bóng 1938–39
Mùa giải 1938-39 là mùa giải thứ 43 của Manchester United F.C. ở The Football League. Mới được thăng hạng trở lại giải hạng Nhất, Đội bóng bảo đảm sự tồn tại sống còn của họ với kết thúc mùa giải ở vị trí thứ 14.

## Giải bóng đá hạng nhất Anh
| Thời gian                 | Đối thủ                 | H/A | Tỷ số Bt-Bb | Cầu thủ ghi bàn                       | Số lượng khán giả |
| ------------------------- | ----------------------- | --- | ----------- | ------------------------------------- | ----------------- |
| ngày 27 tháng 8 năm 1938  | Middlesbrough           | A   | 1 – 3       | Smith                                 | 25,539            |
| ngày 31 tháng 8 năm 1938  | Bolton Wanderers        | H   | 2 – 2       | Craven, Own goal                      | 37,950            |
| ngày 3 tháng 9 năm 1938   | Birmingham              | H   | 4 – 1       | Smith (2), Bryant, Craven             | 22,228            |
| ngày 7 tháng 9 năm 1938   | Liverpool               | A   | 0 – 1       |                                       | 25,070            |
| ngày 10 tháng 9 năm 1938  | Grimsby Town            | A   | 0 – 1       |                                       | 14,077            |
| ngày 17 tháng 9 năm 1938  | Stoke City              | A   | 1 – 1       | Smith                                 | 21,526            |
| ngày 24 tháng 9 năm 1938  | Chelsea                 | H   | 5 – 1       | Carey, Manley, Redwood, Rowley, Smith | 34,557            |
| ngày 1 tháng 10 năm 1938  | Preston North End       | A   | 1 – 1       | Bryant                                | 25,964            |
| ngày 8 tháng 10 năm 1938  | Charlton Athletic       | H   | 0 – 2       |                                       | 35,730            |
| ngày 15 tháng 10 năm 1938 | Blackpool               | H   | 0 – 0       |                                       | 39,723            |
| ngày 22 tháng 10 năm 1938 | Derby County            | A   | 1 – 5       | Smith                                 | 26,612            |
| ngày 29 tháng 10 năm 1938 | Sunderland              | H   | 0 – 1       |                                       | 33,565            |
| ngày 5 tháng 11 năm 1938  | Aston Villa             | A   | 2 – 0       | Rowley, Wrigglesworth                 | 38,357            |
| ngày 12 tháng 11 năm 1938 | Wolverhampton Wanderers | H   | 1 – 3       | Rowley                                | 32,821            |
| ngày 19 tháng 11 năm 1938 | Everton                 | A   | 0 – 3       |                                       | 31,809            |
| ngày 26 tháng 11 năm 1938 | Huddersfield Town       | H   | 1 – 1       | Hanlon                                | 23,164            |
| ngày 3 tháng 12 năm 1938  | Portsmouth              | A   | 0 – 0       |                                       | 18,692            |
| ngày 10 tháng 12 năm 1938 | Arsenal                 | H   | 1 – 0       | Bryant                                | 42,008            |
| ngày 17 tháng 12 năm 1938 | Brentford               | A   | 5 – 2       | Hanlon (2), Bryant, Manley, Rowley    | 14,919            |
| ngày 24 tháng 12 năm 1938 | Middlesbrough           | H   | 1 – 1       | Wassall                               | 33,235            |
| ngày 26 tháng 12 năm 1938 | Leicester City          | H   | 3 – 0       | Wrigglesworth (2), Carey              | 26,332            |
| ngày 27 tháng 12 năm 1938 | Leicester City          | A   | 1 – 1       | Hanlon                                | 21,434            |
| ngày 31 tháng 12 năm 1938 | Birmingham              | A   | 3 – 3       | Hanlon, McKay, Pearson                | 20,787            |
| ngày 14 tháng 1 năm 1939  | Grimsby Town            | H   | 3 – 1       | Rowley (2), Wassall                   | 25,654            |
| ngày 21 tháng 1 năm 1939  | Stoke City              | H   | 0 – 1       |                                       | 37,384            |
| ngày 28 tháng 1 năm 1939  | Chelsea                 | A   | 1 – 0       | Bradbury                              | 31,265            |
| ngày 4 tháng 2 năm 1939   | Preston North End       | H   | 1 – 1       | Rowley                                | 41,061            |
| ngày 11 tháng 2 năm 1939  | Charlton Athletic       | A   | 1 – 7       | Hanlon                                | 23,721            |
| ngày 18 tháng 2 năm 1939  | Blackpool               | A   | 5 – 3       | Hanlon (3), Bryant, Carey             | 15,253            |
| ngày 25 tháng 2 năm 1939  | Derby County            | H   | 1 – 1       | Carey                                 | 37,166            |
| ngày 4 tháng 3 năm 1939   | Sunderland              | A   | 2 – 5       | Manley, Rowley                        | 11,078            |
| ngày 11 tháng 3 năm 1939  | Aston Villa             | H   | 1 – 1       | Wassall                               | 28,292            |
| ngày 18 tháng 3 năm 1939  | Wolverhampton Wanderers | A   | 0 – 3       |                                       | 31,498            |
| ngày 29 tháng 3 năm 1939  | Everton                 | H   | 0 – 2       |                                       | 18,348            |
| ngày 1 tháng 4 năm 1939   | Huddersfield Town       | A   | 1 – 1       | Rowley                                | 14,007            |
| ngày 7 tháng 4 năm 1939** | Leeds United            | H   | 0 – 0       |                                       | 35,564            |
| ngày 8 tháng 4 năm 1939   | Portsmouth              | H   | 1 – 1       | Rowley                                | 25,457            |
| ngày 10 tháng 4 năm 1939  | Leeds United            | A   | 1 – 3       | Carey                                 | 13,771            |
| ngày 15 tháng 4 năm 1939  | Arsenal                 | A   | 1 – 2       | Hanlon                                | 25,741            |
| ngày 22 tháng 4 năm 1939  | Brentford               | H   | 3 – 0       | Bryant, Carey, Wassall                | 15,353            |
| ngày 29 tháng 4 năm 1939  | Bolton Wanderers        | A   | 0 – 0       |                                       | 10,314            |
| ngày 6 tháng 5 năm 1939   | Liverpool               | H   | 2 – 0       | Hanlon (2)                            | 12,073            |

| #  | Câu lạc bộ        | Tr | T  | H  | B  | Bt | Bb | Hs  | Điểm |
| -- | ----------------- | -- | -- | -- | -- | -- | -- | --- | ---- |
| 13 | Leeds United      | 42 | 16 | 9  | 17 | 59 | 67 | –8  | 41   |
| 14 | Manchester United | 42 | 11 | 16 | 15 | 57 | 65 | –8  | 38   |
| 15 | Blackpool         | 42 | 11 | 14 | 17 | 56 | 68 | –12 | 38   |

## FA Cup
| Thời gian           | Vòng đấu       | Đối thủ              | H/A | Tỷ số Bt-Bb | Cầu thủ ghi bàn | Số lượng khán giả |
| ------------------- | -------------- | -------------------- | --- | ----------- | --------------- | ----------------- |
| 7 tháng 1 năm 1939  | Vòng 3         | West Bromwich Albion | A   | 0 – 0       |                 | 23,900            |
| 11 tháng 1 năm 1939 | Vòng 3 Đấu lại | West Bromwich Albion | H   | 1 – 5       | Redwood         | 17,641            |